# Gim

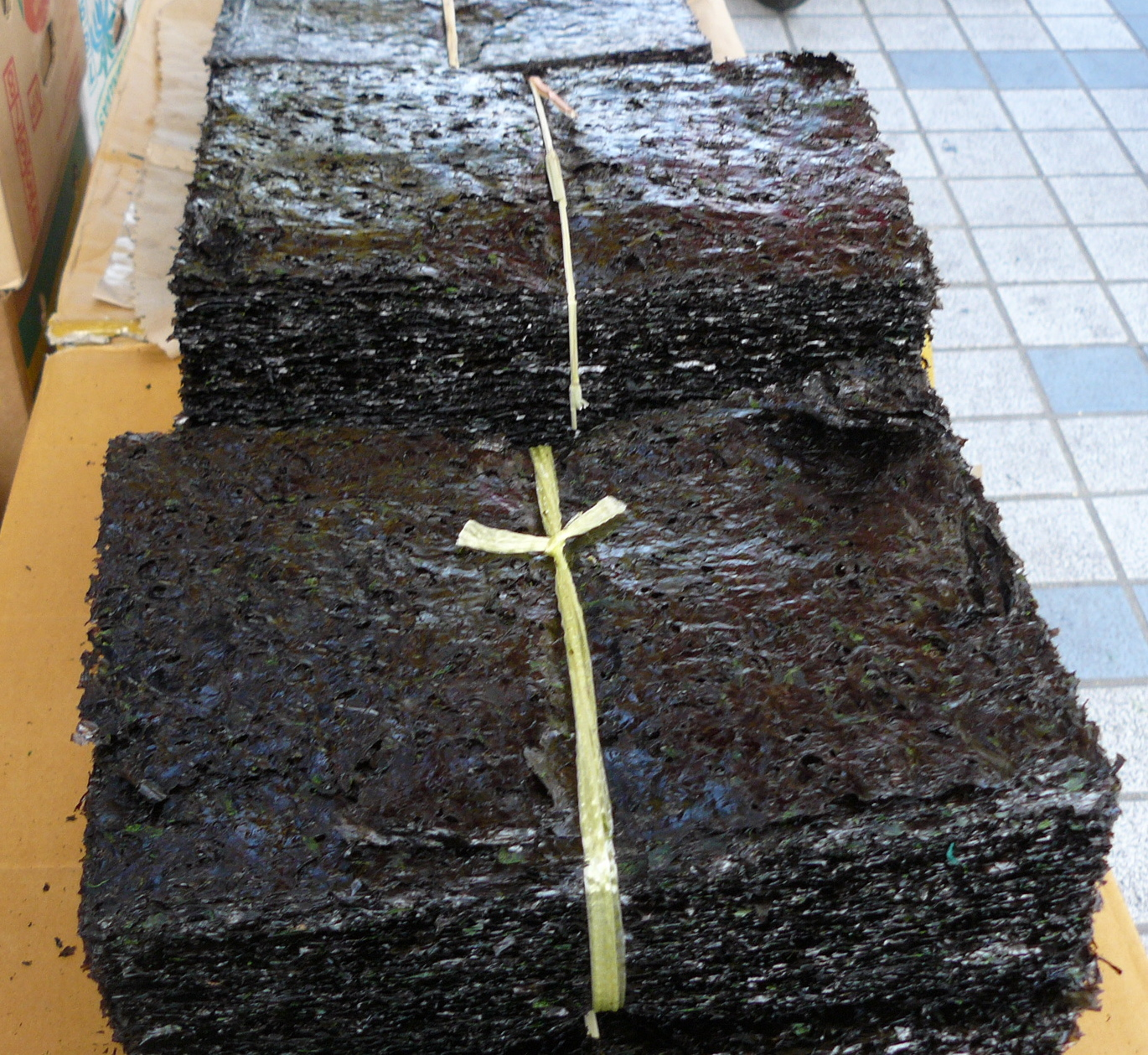
Rostad gim

Gim (김), stavas även kim, är koreanska ordet för ätbart sjögräs. Japansk motsvarighet är nori.

## Historia
Den tidigaste redovisningen av gim finns i Samguk Yusa (hangul: 삼국유사, hanja: 三國遺事), historiska dokument som beskriver Korea från 57 f.Kr. till 668 e.Kr.